# Trisetum arduanum
Trisetum arduanum är en gräsart som beskrevs av Elizabeth Edgar och A.P.Druce. Trisetum arduanum ingår i släktet glanshavren, och familjen gräs. Inga underarter finns listade i Catalogue of Life.